# Xã Williamstown, Michigan
Xã Williamstown (tiếng Anh: Williamstown Township) là một xã thuộc quận Ingham, tiểu bang Michigan, Hoa Kỳ. Năm 2010, dân số của xã này là 4.978 người.